# نقش رستم

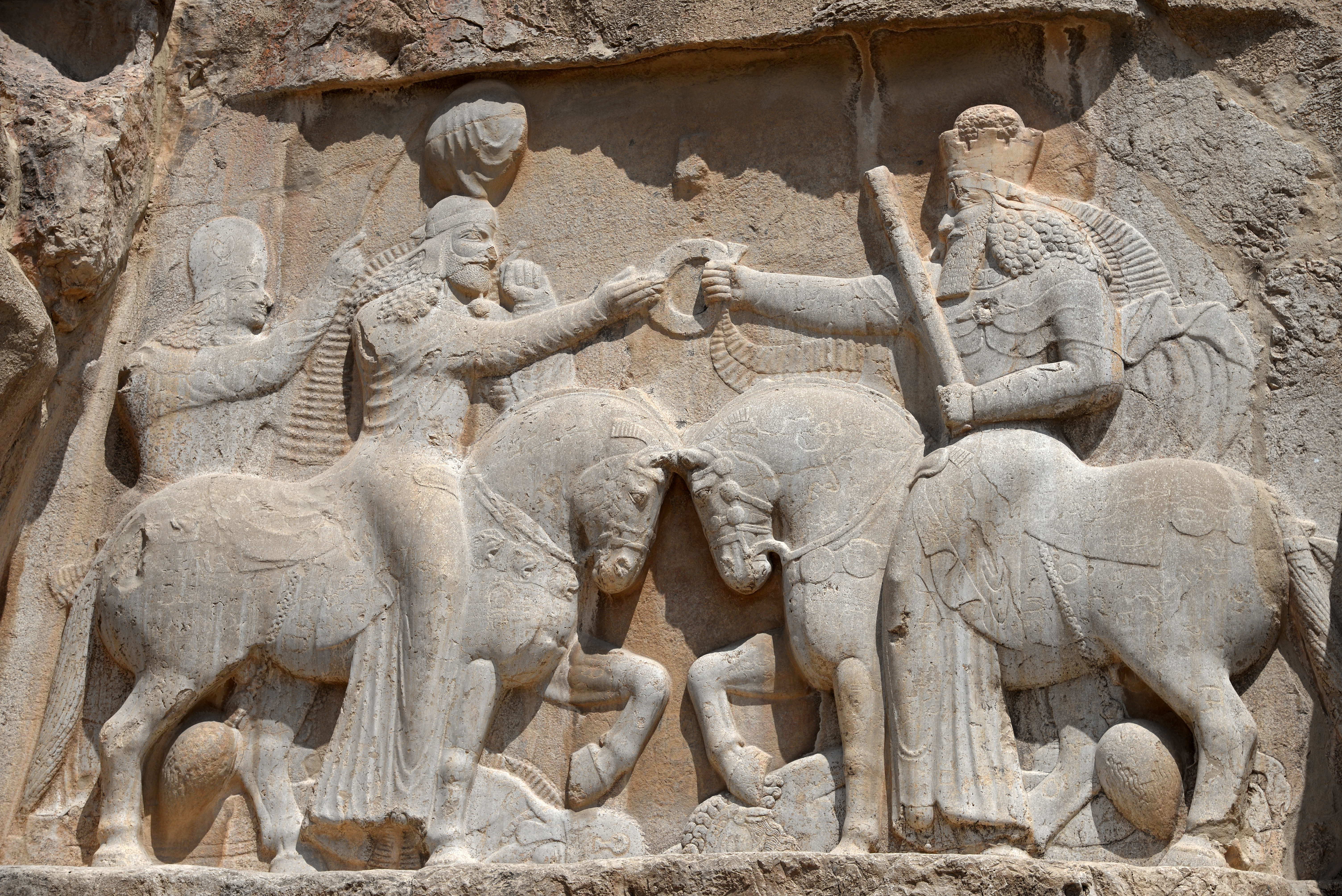
منحوتة للملك أردشير الأول يستغيث بالبطل الأسطوري الفارسي رستم، هذا التمثال موجود في موقع نقش رستم الأثري.

نقش رستم أو الصلبان الفارسية كما تعرف محليا، موقع أثري إيراني يقع في واد يبعد حوالي 12 كم شمال غرب مدينة برسيبوليس الأثرية بالقرب من إصطخر وشيراز في محافظة فارس بإيران يحتوي على نقوش حجرية منحوتة على الصخر كما يضم الموقع قبور أربع ملوك من ملوك فارس.

## تاريخ الموقع

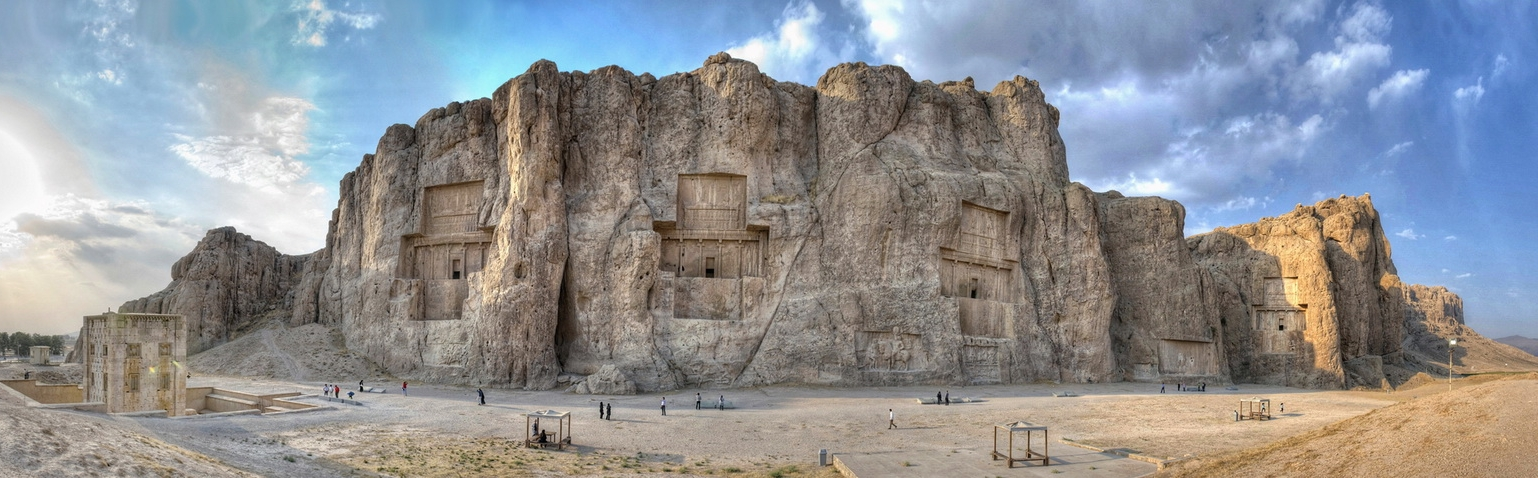
نقش رستم

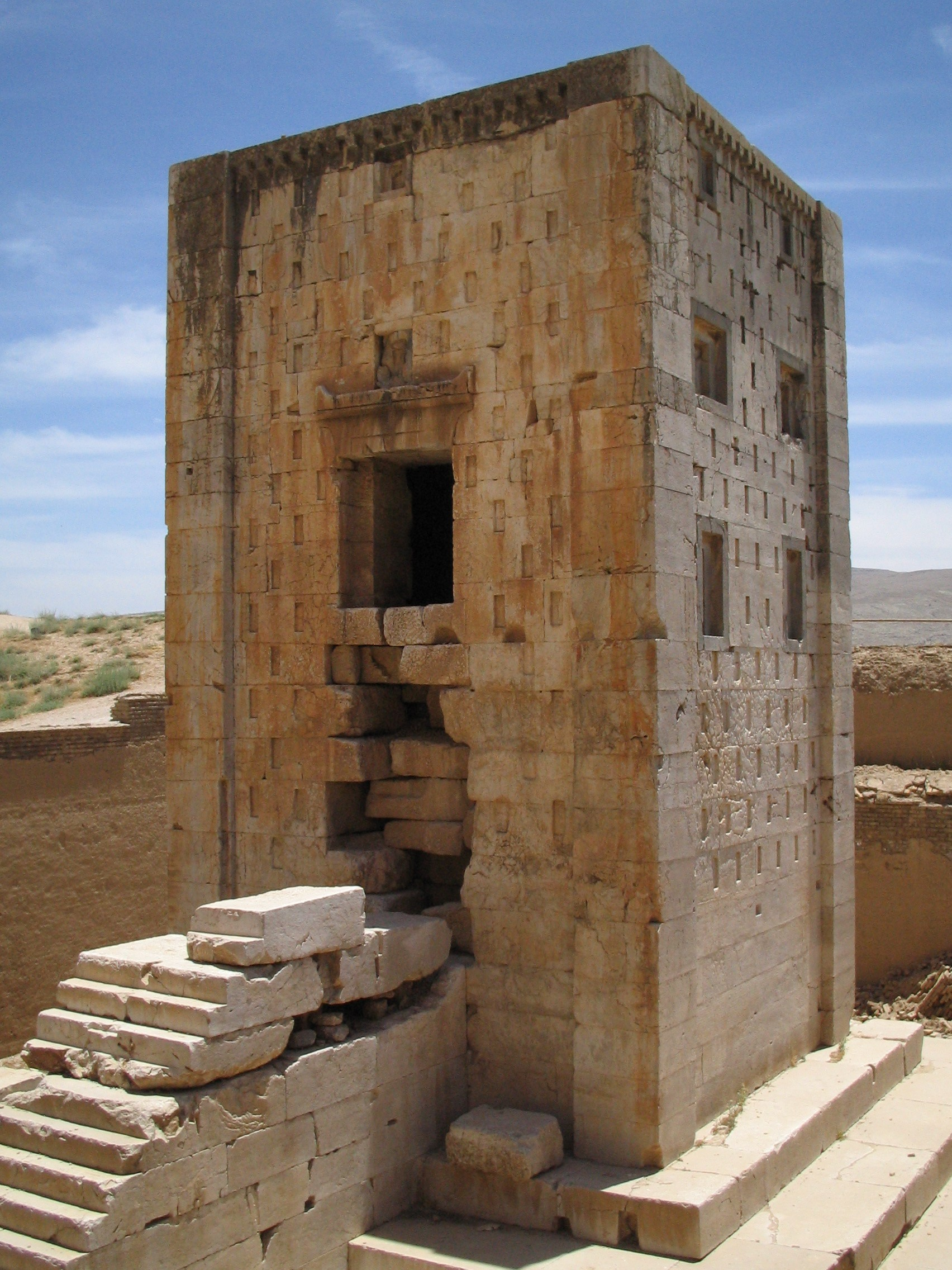
أحد الأبراج في موقع نقش رستم يسمى محلياً ب(کعبة زرتشت) يعتقد أنها كانت تستعمل بيتاً للنار للديانة المجوسية

يضم الموقع العديد من الآثار والتي تعود إلى فترات زمنية عديدة تعرض عدد منها إلى الدمار على مر الزمن يعتقد أن أقدم محتويات الموقع تعود لحوالي 1000 عام قبل الميلاد, كما يضم الموقع آثاراً عيلامية إضافة إلى آثار أخمينية بالإضافة إلى آثار ساسانية وهي الأحدث مقارنة بالآثار الأخرى.

## أعلام
- دارا الأول
- نرسي
- بهرام الثاني
- هرمز الثاني
- دارا الثاني